# Auf Achse (serie televisiva)
Auf Achse ("In giro") è una serie televisiva tedesca ideata da Georg Feil e prodotta dal 1980 al 1996 da Bavaria Film. Protagonisti della serie sono Manfred Krug e Rüdiger Kirschstein.
La serie si compone di 6 stagioni, per un totale di 86 episodi, della durata di circa 50 minuti ciascuno. La serie fu trasmessa in prima visione dall'emittente ARD: il primo episodio, intitolato Vollgas, andò in onda in prima visione il 28 ottobre 1980.

## Trama
Protagonisti delle vicende sono due camionisti, Franz Meersdonck e Günther Willers, il cui lavoro li porta in giro per tutta Europa e anche in Paesi extraeuropei, come Tunisia, Cile, Messico, Sudafrica, Thailandia, ecc.

## Episodi
| Stagione         | Episodi           | Prima TV Germania | Prima TV Italia |
| ---------------- | ----------------- | ----------------- | --------------- |
| Prima stagione   | 13                | 1980-1981         | inedita         |
| Seconda stagione | 28 (in due parti) | 1983-1987         | inedita         |
| Terza stagione   | 13                | 1987              | inedita         |
| Quarta stagione  | 12                | 1992              | inedita         |
| Quinta stagione  | 7                 | 1993              | inedita         |
| Sesta stagione   | 13                | 1996              | inedita         |